# Альянс малых островных государств
Альянс малых островных государств (AOSIS) — межправительственная организация низменных прибрежных и малых островных государств. Созданный в 1990 году, основной целью альянса является консолидация голосов малых островных развивающихся государств (МОРАГ) в борьбе с глобальным потеплением. AOSIS была очень активна с момента своего создания, выдвинув первый проект текста на переговорах по Киотскому протоколу еще в 1994 году. На Варшавской конференции по изменению климата 2013 года, AOSIS также настаивал на создании международного механизма по потерям и ущербу, вызванным остатками супертайфуна Хайян. Поскольку существование многих государств AOSIS поставлено под угрозу изменением климата, AOSIS пригрозил судебными исками. Результаты недавнего обзора литературы показывают, что потенциальная ответственность за убытки, связанные с изменением климата, для Альянса малых островных государств составляет более 570 триллионов долларов.
Многие государства-члены присутствовали на Конференции Организации Объединённых Наций по изменению климата, состоявшейся в декабре 2009 года. Democracy Now! сообщил, что члены из островного государства Тувалу прервали сессию Конференции ООН по изменению климата 2009 года 10 декабря 2009 года, чтобы потребовать, чтобы повышение глобальной температуры было ограничено 1,5 °C вместо предлагаемых 2 °C.
В состав AOSIS входят 39 государств со всего мира, из которых 37 являются членами Организации Объединенных Наций, а 2 (Острова Кука и Ниуэ) участвуют в работе Организации Объединённых Наций, а еще пять государств являются наблюдателями. Альянс представляет 28 % развивающихся стран и 20 % от общего числа членов ООН.

## Страны-участницы AOSIS
Государства-члены являются:

| В Карибском бассейне: - (16 стран) - Антигуа и Барбуда - Багамские Острова - Барбадос - Белиз - Куба - Доминика - Доминиканская Республика - Гренада - Гайана - Гаити - Ямайка - Сент-Китс и Невис - Сент-Люсия - Сент-Винсент и Гренадины - Суринам - Тринидад и Тобаго · В Атлантическом океане, Индийском океане и Южно-Китайском море: - (8 стран) - Кабо-Верде - Коморы - Гвинея-Бисау - Мальдивы - Маврикий - Сан-Томе и Принсипи - Сейшельские Острова - Сингапур | В Тихом океане: - (15 стран) - Острова Кука - Фиджи - Кирибати - Маршалловы Острова - Микронезия - Науру - Ниуэ - Палау - Папуа — Новая Гвинея - Самоа - Соломоновы Острова - Восточный Тимор - Тонга - Тувалу - Вануату |  |

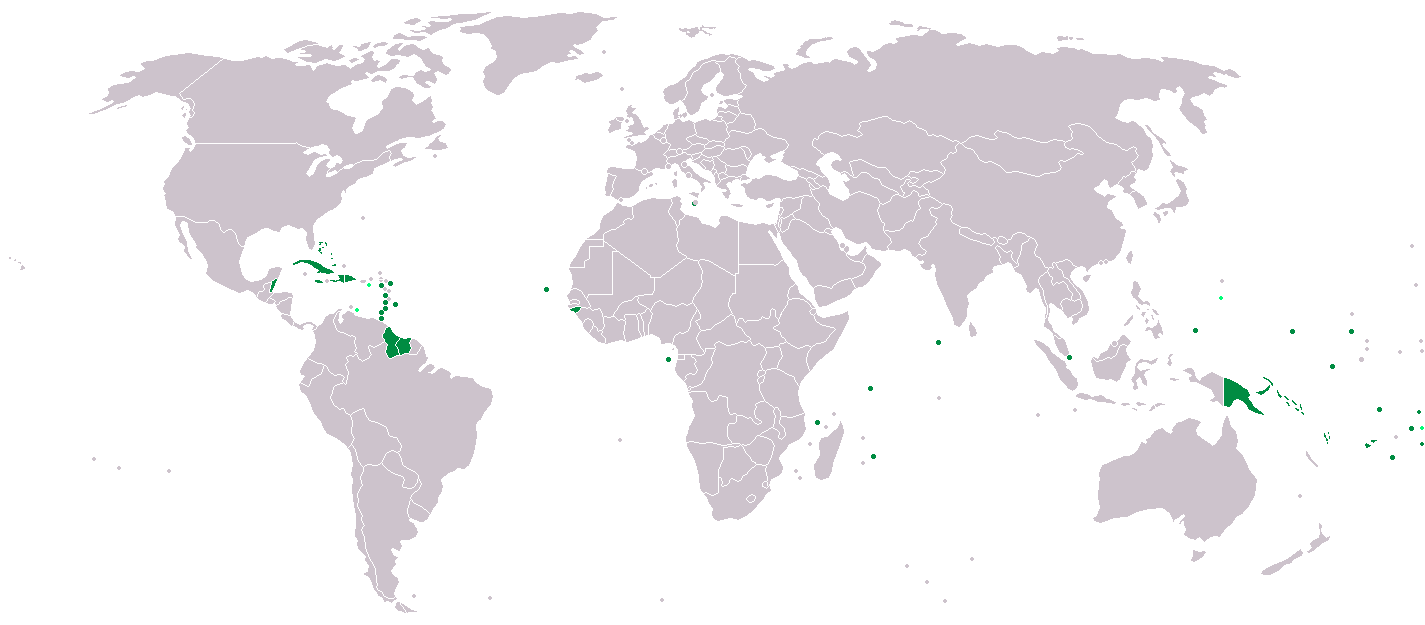
Члены AOSIS обозначены темно-зеленым; обозреватели — светло-зеленым (по состоянию на март 2008 г.).

AOSIS также имеет пять наблюдателей: Американское Самоа, Гуам, Нидерландские Антильские острова, Пуэрто-Рико и Виргинские острова Соединённых Штатов.

## Председательство
- Robert Van Lierop (Вануату) 1991—1994
- Annette des Iles (Тринидад и Тобаго) 1994—1997
- Tuiloma Neroni Slade (Самоа) 1997—2002
- Jagdish Koonjul (Маврикий) 2002—2005
- Энеле Сопоага (исполняющий обязанности) (Тувалу) 2005—2006
- Julian R. Hunte (Сент-Люсия) 2006
- Angus Friday (Гренада) 2006—2009
- Dessima Williams (Гренада) 2009—2011
- Marlene Moses (Науру) 2012—2014
- Ahmed Sareer (Мальдивы) 2015—2017
- Ali Naseer Mohamed (Мальдивы) 2017—2018
- Lois Michele Young (Белиз) 2019 — по настоящее время[6]

## Внешние ссылки
- Official website